# Mercedes-Benz AA Vision
Le Mercedes-Benz AA (All Activity) Vision est un concept car de Mercedes-Benz introduit en 1996 et construit en tant que modèle de série de 1997 à 2005 sous le nom de Mercedes-Benz W 163 4ETS.

## Présentation
L'AA Vision a été présenté en janvier 1996 au Salon international de l'automobile d'Amérique du Nord à Détroit, dans le Michigan, le plus grand salon automobile des États-Unis. L'objectif de Mercedes-Benz était de produire un Sport utility vehicle (véhicule utilitaire sportif en Français ou abrégé en SUV) offrant «un grand confort de conduite pour les clients exigeants». Mercedes-Benz a exposé le véhicule à ce salon de l'auto car l'Amérique du Nord offre le plus grand marché de véhicules tout-terrain confortables. Le véhicule sera construit dans les usines Mercedes-Benz de Sindelfingen, en Allemagne, et d'Irvine, en Californie. L'abréviation AA signifie « All Activity » et décrit la gamme d'utilisations de la voiture : que ce soit sur asphalte ou en tout-terrain, en ville ou à la campagne, au travail ou pendant les loisirs, AA Vision peut faire face à toutes les situations.

## Caractéristiques
Une caractéristique du véhicule était une transmission intégrale à commande électronique, installée de série dans la Mercedes-Benz W 163 4ETS en 1997. D'autres caractéristiques spéciales comprenaient un design intérieur variable, deux toit ouvrant, un système de navigation et un téléphone de voiture avec fonction mains libres et commande via les boutons du volant.
L'AA Vision se distingue des véhicules SUV précédents par son «confort supérieur» et son «meilleur comportement de conduite»; Mercedes-Benz avait conçu le véhicule de cette façon parce que «les futurs clients seraient plus exigeants». Contrairement aux SUV précédents, la carrosserie semble coulée d’une seule pièce. L'avant - avec phares inclinés et grosse étoile Mercedes dans la calandre - apparaît indépendant et moderne. Avec de larges ailes, l'AA Vision semble robuste.
Les porte-à-faux courts à l'avant et à l'arrière permettraient des angles d'approche abrupts en tout-terrain. L'aérodynamisme vise à réduire la consommation de carburant et à réduire le bruit du vent. Il y a une galerie de toit pour bicyclette, planche de surf et snowboard et un crochet d'attelage rétractable sur le pare-chocs arrière.
Les haut-parleurs de voiture de Bose Corporation peuvent être tournés pour écouter de la musique à l'extérieur du véhicule. L'espace de chargement offre beaucoup d'espace pour l'équipement et les bagages. Le microphone du système mains libres se trouve dans le pare-soleil.
La carrosserie est sur un châssis rigide; En plus des deux airbags frontaux, le véhicule dispose de deux airbags latéraux – pas encore obligatoire en 1996. La sécurité est assurée par un système anti-blocage des roues (ABS) et un correcteur électronique de trajectoire (aussi appelé programme électronique de stabilité ou abrégé en ESP).
Une nouveauté est la transmission intégrale permanente, qui est contrôlée électroniquement : si un manque d'adhérence est détecté sur une roue, le couple est réparti sur les autres roues de manière à obtenir une traction optimale. Contrairement aux autres vehicules a transmission intégrale, l'AA Vision est doté d'une suspension indépendante ronde, ce qui devrait conduire à un bon confort de suspension.

## Production en série
L'AA Vision est entré en production en série sous le nom de Mercedes-Benz W 163 4ETS, des éléments de design ont été repris du concept car. Le modèle de série était produit à l'usine Mercedes-Benz de Tuscaloosa, en Alabama. Plus des deux tiers des composants proviennent d'Amérique du Nord; les moteurs et la boîte de vitesses proviennent d'Allemagne.
Avec le Mercedes-Benz Classe M (en particulier le Mercedes-Benz W 163 qui succède à l'AA Vision), Mercedes-Benz renonce pour la première fois à la «rectitude sérieuse» et à la «compétence tout-terrain absolue» qui sont communes au Mercedes-Benz Classe G. Cela a ouvert de nouveaux acheteurs, notamment aux États-Unis.